# Guyana i olympiska sommarspelen 2000
Guyana deltog i de olympiska sommarspelen 2000 med en trupp bestående av fyra deltagare, tre män och en kvinna, men ingen av landets deltagare erövrade någon medalj.

## Friidrott
Herrarnas 800 meter
- Ian Roberts
  1. Omgång 1 - 01:52.32 (gick inte vidare)

Herrarnas 110 meter häck
- Charles Tyrone Allen
  1. Omgång 1 - 14.21 (gick inte vidare)

Herrarnas 400 meter häck
- Paul Tucker
  1. Omgång 1 - 50.92 (gick inte vidare)

Damernas 400 meter
- Aliann Pompey
  1. Omgång 1 - 53.09
  2. Omgång 2 - 53.42 (gick inte vidare)